# Anna Szaleńcowa
Anna Szaleńcowa (ur. 30 stycznia 1948 w Prudniku) – polska nauczycielka, filolog polski, instruktor ZHP, autorka przewodników turystycznych, słów i muzyki piosenek turystycznych oraz ich wykonawca.

## Życiorys
Urodziła się w Prudniku w 1948 r. Jest współzałożycielką grupy Kociołek i autorką słów i muzyki do wielu znanych piosenek turystycznych (m.in. Biegłaś zboczem, O zmierzchu) nagradzanych na Ogólnopolskiej Turystycznej Giełdzie Piosenki Studenckiej w Szklarskiej Porębie. Razem z Andrzejem Mrozem otrzymała Grand Prix za tekst i muzykę piosenki Ostatni studencki rajd oraz II nagrodę za Naszą piosenkę. Muzykę komponuje do własnych tekstów, a także do wierszy Grażyny Królikiewicz, Andrzeja Krzysztofa Torbusa, Wiesława Kolarza. Wraz z grupą Kociołek występowała na wielu przeglądach piosenki turystycznej (Giełda w Szklarskiej Porębie, Bazuna, Yapa, Oppa 2017).

## Twórczość

### Turystyka
Opublikowała kilka przewodników turystycznych (Egipt, Cypr, Tunezja, Północne Włochy) oraz opracowała hasła z tej dziedziny do encyklopedii Wydawnictwa „Fogra” oraz encyklopedii internetowej „Wiem”.
Przewodniki turystyczne
- Anna Szaleńcowa, Przewodnik po Egipcie, Kraków 1994 Wyd. Nomos[7]
- Anna Szaleńcowa, Egipt. Praktyczny przewodnik, Bielsko-Biała 2008, Wyd. Pascal[8]
- Anna Szaleńcowa, Egipt. Przewodnik ilustrowany, Bielsko-Biała 2008, Wyd. Pascal[9]
- Anna Szaleńcowa, Tunezja. Praktyczny przewodnik, Bielsko-Biała 2008, Wyd. Pascal[10]
- Anna Szaleńcowa, Tunezja. Przewodnik ilustrowany, Bielsko-Biała 2008, Wyd. Pascal[11]
- Anna Szaleńcowa, Cypr. Praktyczny przewodnik, Bielsko-Biała 2009, Wyd. Pascal[12]
- Anna Szaleńcowa, Cypr, Przewodnik ilustrowany, Bielsko-Biała 2009, Wyd. Pascal[13]
- Anna Szaleńcowa, Atlas turystyczny Cypru, Warszawa 2018. Wyd. SBM[14]
- Anna Szaleńcowa, Atlas turystyczny Włoch Północnych, Warszawa 2018, Wyd. SBM[15]

### Fotografika
Jest autorem kilku wystaw fotograficznych.

### Płyty
- Od Turbacza. Andrzej Mróz, Anna Szaleńcowa, Grupa Kociołek, Andrzej Lamers (2000)[21]
- Śpiewajmy Dzieciątku. Kolędy i pastorałki (2013)[22][23]
- Biegłaś zboczem (2015)[24]